# Cărpineni, Hîncești
Cărpineni este satul de reședință al comunei cu același nume din raionul Hîncești, Republica Moldova.

## Istorie
Satul a fost menționat pentru prima dată în 1493 doar cu denumirea Topor (acum mahala a satului) proprietate a Episcopiei Hușilor:
„Din mila lui Dumnezeu, noi, Ștefan voievod, domn al Țării Moldovei. Facem cunoscut, cu aceasta carte a noastră tuturor celor care o vor vedea sau o vor auzi citindu-se, că au venit, înaintea noastră și înaintea tuturor boierilor noștri moldoveni, slugile noastre, One și fratele lui, Coste, fiii Annei, nepoții lui Ioanăs Topor, de bunăvoia lor, nesiliți de nimeni, nici asupriți, și au vândut ocina lor dreaptă, din uricul unchiului lor Ioanăș Topor, o bucată de pământ din hotarul Toporeștilor Vechi, în marginea de jos a hotarului, slugii noastre Stețco, pentru 100 de zloți tătărești.

...

A scris Toader gramatic, la Suceava, în anul 7001 <1493> martie 3.”
Topor a fost o moșie dăruită de către Ștefan cel Mare lui Ioanăș Topor „Moșia Toporul să împresoară în două plase pe din sus, de cătră moșia Dancu greco monastirească, și pe din gios de către moșia Pogoneștii a cărui proprietar este doctorul de la Atena”. Moșia Topor are 5,5 ha și o moară și 50 ha teren arabil lângă conacul Topor. Toporul în întindere ca de 2077 fălci câmp, 20 fălci pădure.
Comuna Cărpineni are o populație de 10.600 de locuitori și este cea mai mare localitate rurală din raionul Hîncești. „Vorba e că pe dealul care desemna hotarul dintre turci și tătari, cândva creșteau niște carpeni masivi. Potrivit altei legende, odinioară pe aceste locuri s-au aflat carpii - populație geto-dacică ce a locuit pe teritoriul românesc de la est de Carpați. Se zice că și munții ar fi fost denumiți Carpați după numele acestei seminții. O altă legendă ne vorbește despre faptul că aici ar fi locuit odată o boieroaică pe nume Cărpineanca”.

## Demografie

### Structura etnică
Structura etnică a satului Cărpineni conform recensământului populației din 2004:
| Grup etnic                                               | Populație | % Procentaj  |
| -------------------------------------------------------- | --------- | ------------ |
| Băștinași declarați Moldoveni Băștinași declarați Români | 9635 96   | 96,80% 0,96% |
| Țigani                                                   | 71        | 0,71%        |
| Ucraineni                                                | 69        | 0,69%        |
| Ruși                                                     | 53        | 0,53%        |
| Evrei                                                    | 7         | 0,07%        |
| Bulgari                                                  | 7         | 0,07%        |
| Găgăuzi                                                  | 1         | 0,01%        |
| Alții                                                    | 15        | 0,15%        |
| Total                                                    | 9954      |              |

## Personalități
- Ștefan Holban (1886 - 1961), om politic;
- Ivan Ionaș (1956 - 2014), om politic;
- Victor Bostan (n. 1960), oenolog;
- Constantin Moscovici (n. 1962), cântăreț.